# Cluster (együttes)
A Cluster egy német krautrock/elektronikus zene/ambient együttes volt 1971-től 2010-ig.

## Története
A zenekar elődjének a Kluster nevű zenei társulat számított, amelyet három tag alapított: Dieter Mobius, Hans-Joachim Roedelius és Conrad Schnitzler. Ezen a néven három albumot jelentettek meg. Schnitzler elhagyta a zenekart, így a megmaradt két tag a "Kluster" írásmódot "Cluster"re változtatta. Első nagylemezük 1971-ben jelent meg. Conny Plank zenész csatlakozott harmadik tagként az együtteshez. Ezután továbbra is duóban működtek, de így is Conny Plankkel dolgoztak, 1987-ben bekövetkezett haláláig.
1977-től 1978-ig Brian Eno is a Cluster tagja volt. 1971-től 1981-ig működtek, majd 1989-től 1997-ig, végül 2007-től 2010-ig. 
Az AllMusic a "krautrock legfontosabb és leg alulértékeltebb zenekarának" nevezte őket.
Dieter Mobius 2015-ben elhunyt, 71 éves korában.

## Tagok
- Hans-Joachim Roedelius (1971-2010)
- Dieter Mobius (1971-2010)
- Conny Plank (1971-ben zenészként, 1971-től 1972-ig zeneszerzőként, majd 1971-től 1978-ig producerként)

## További tagok
- Brian Eno - szintetizátor, ének, basszusgitár (1977-1978)
- Holger Czukay - basszusgitár (1977-1978)
- Asmus Tietschens - szintetizátor (1977)
- Okko Bekker - gitár (1977)
- Joshi Farnbauer - ütős hangszerek (1980)
- Stanislaw Michalik - basszusgitár (1990)
- Bond Bergland - gitár (1996)
- Paul M. Fox - zenész, mérnök (1996)
- Tommy Grenas - zenész

## Diszkográfia
- Cluster (1971)
- Cluster II (1972)
- Zuckerzeit (1974)
- Sowiesoso (1976)
- Cluster & Eno (1977)
- After the Heat (1978)
- Grosses Wasser (1979)
- Curiosum (1981)
- Apropos Cluster (1991)
- One Hour (1995)
- Qua (2009)